# Autonomní oblasti Ruské federace
Ruská Federace je rozdělena na 89 administrativních subjektů, z nichž 1 je autonomní oblastí, a nese název Židovská autonomní oblast (rusky Еврейская автономная область).
Pravomocemi je autonomní oblast mezistupeň mezi oblastmi / kraji a autonomními okruhy.